# Max Kruse (labdarúgó)
Max Kruse (Reinbek, 1988. március 19. –) német válogatott labdarúgó.

## Pályafutása
Kruse a TSV Reinbek csapatában kezdte pályafutását, utána 1998-ban csatlakozott a SC Vier- és Marschlande csapatához.. Hét év után 2005-ben fedezte fel a Werder Bremen csapata. 2009-ben kétéves szerződést kötött az FC St. Pauli csapatával.

## Válogatottság
Kruse részt vett a 2007-es U19-es Európa-bajnokságon, ahol az elődöntőig jutó német csapatban 2 gólt is szerzett.

2013 májusában, 25 évesen debütált a német felnőtt válogatottban egy Ecuador elleni felkészülési mérkőzés során. Első válogatott gólját egy USA elleni barátságos mérkőzésen szerezte.

### Válogatott góljai
| #  | Időpont           | Helyszín                                  | Ellenfél         | Gól | Eredmény | Kiírás               |
| -- | ----------------- | ----------------------------------------- | ---------------- | --- | -------- | -------------------- |
| 1. | 2013. május 19.   | RFK Stadion, Washington, Egyesült Államok | Egyesült Államok | 2–4 | 3-4      | Barátságos mérkőzés  |
| 2. | 2015. június 13.  | Algarve Stadion, Faro, Portugália         | Gibraltár        | 2–0 | 7–0      | 2016-os Eb-selejtező |
| 3. | 2015. június 13.  | Algarve Stadion, Faro, Portugália         | Gibraltár        | 7–0 | 7–0      | 2016-os Eb-selejtező |
| 4. | 2015. október 11. | Red Bull Arena, Lipcse, Németország       | Grúzia           | 2–1 | 2–1      | 2016-os Eb-selejtező |

## Statisztika

### Klub
| Klub                     | Season              | Szezon | Szezon | Kupa  | Kupa  | Nemzetközi | Nemzetközi | Összesen | Összesen |
| Klub                     | Season              | Meccs  | Gólok  | Meccs | Gólok | Meccs      | Gólok      | Meccs    | Gólok    |
| ------------------------ | ------------------- | ------ | ------ | ----- | ----- | ---------- | ---------- | -------- | -------- |
| FC St. Pauli             | 2009–10             | 29     | 7      | 2     | 0     | -          | -          | 31       | 7        |
| FC St. Pauli             | 2010–11             | 33     | 2      | 1     | 0     | -          | -          | 34       | 2        |
| FC St. Pauli             | 2011–12             | 34     | 13     | 1     | 0     | -          | -          | 35       | 13       |
| FC St. Pauli             | Összesen            | 96     | 22     | 4     | 0     | -          | -          | 100      | 22       |
| SC Freiburg              | 2012–13             | 34     | 11     | 5     | 1     | -          | -          | 39       | 12       |
| SC Freiburg              | Összesen            | 34     | 11     | 5     | 1     | -          | -          | 39       | 12       |
| Borussia Mönchengladbach | 2013–14             | 34     | 12     | 1     | 0     | -          | -          | 35       | 12       |
| Borussia Mönchengladbach | 2014–15             | 32     | 11     | 3     | 2     | 7          | 0          | 42       | 13       |
| Borussia Mönchengladbach | Összesen            | 66     | 23     | 4     | 2     | 7          | 0          | 77       | 35       |
| Karrier összesítése      | Karrier összesítése | 196    | 56     | 13    | 3     | 7          | 0          | 216      | 59       |